# Andrzej Wyka
Andrzej Wyka (ur. 23 października 1876 w Wilczej Woli, zm. 28 maja 1948 w Krakowie) – polski nauczyciel.

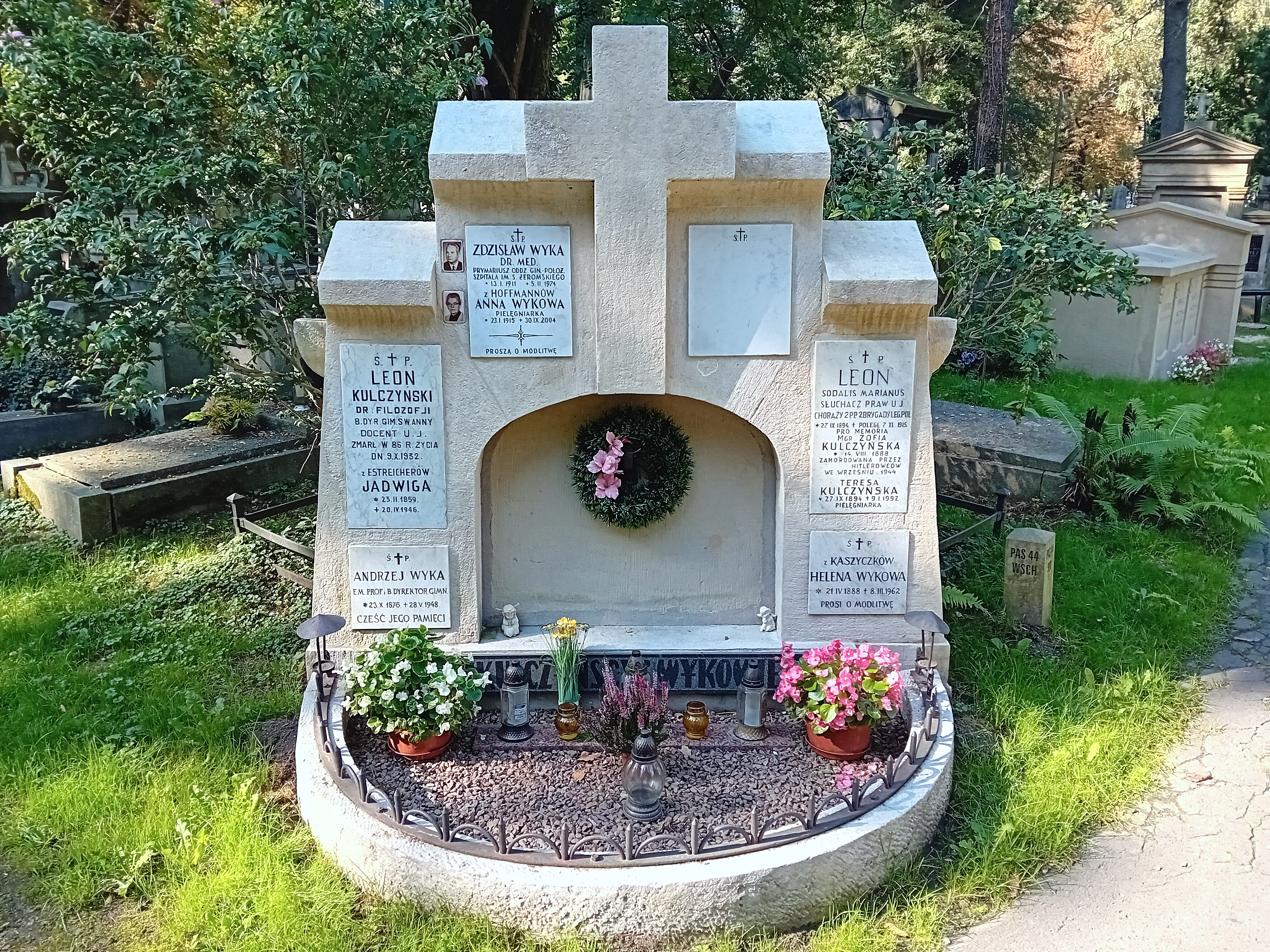
Grobowiec Kulczyńskich i Wyków

## Życiorys
Urodził się 23 października 1876 w Wilczej Woli. Ukończył studia filozoficzne w zakresie historii i geografii.
13 września 1905 został mianowany zastępcą nauczyciela w C. K. Gimnazjum Polskiego w Tarnopolu. Uczył tam historii, geografii oraz historii kraju rodzinnego. Egzamin zawodowy złożył 7 listopada 1906. Reskryptem C. K. Rady Szkolnej Krajowej z 30 lipca 1907 został mianowany nauczycielem rzeczywistym w C. K. Gimnazjum Męskim w Sanoku. W tej szkole w kolejnych latach uczył historii krajowej, dziejów ojczystych, geografii, kaligrafii, od roku szkolnego 1916/1917 także języka polskiego. Reskryptem C. K. Rady Szkolnej Krajowej z 15 marca 1911 został zatwierdzony w zawodzie nauczycielskim i otrzymał tytuł c. k. profesora. Po wybuchu I wojny światowej jako c. k. profesor w roku szkolnym 1915/1916 odbywał służbę wojskową w c. i k. armii do 3 stycznia 1916, po czym nadal nauczał w sanockim gimnazjum. Rozporządzeniem z 14 września 1917 Ministra Wyznań i Oświecenia został awansowany do VIII rangi w zawodzie od 1 października 1917. Rozporządzeniem Rady Szkolnej Krajowej z 13 września 1919 został zwolniony z pracy w sanockim gimnazjum celem objęcia obowiązków nauczycielskich w Wielkopolsce. Tuż po odzyskaniu przez Polskę niepodległości znalazł się w grupie kilku sprawdzonych profesorów sanockiego gimnazjum, których skierowano do pracy w polskich szkołach na obszarze byłego zaboru pruskiego.
W Sanoku działał społecznie. 29 marca 1909 został ponownie wybrany członkiem wydziału sanockiego koła Towarzystwa Nauczycieli Szkół Wyższych. Był członkiem i działaczem sanockiego gniazda Polskiego Towarzystwa Gimnastycznego „Sokół”, w 1908 wybrany do wydziału, 1 kwietnia 1909 sekretarzem wydziału. Był działaczem Towarzystwa Szkoły Ludowej; w kwietniu 1910 został wybrany członkiem wydziału koła TSL, od 8 grudnia 1910 był zastępcą sekretarza założonego wówczas sanockiego związku okręgowego kół TSL, w 1912 wybrany wydziałowym, od 1913 skarbnikiem, był delegatem związku okręgowego TSL na walny zjazd TSL w dniach 28–29 września 1912 we Lwowie. W wyborach do rady miejskiej w Sanoku pod koniec 1910 został wybrany zastępcą radnego, został także radnym pierwszej powojennej kadencji w 1919. Został członkiem Komitetu Opieki nad Żołnierzem Polskim w Sanoku, zawiązanego w połowie 1919 z inicjatywy ppłk. Gustawa Truskolaskiego i starosty sanockiego Tadeusza Wrześniowskiego. Był działaczem Towarzystwa dla Popierania Nauki Polskiej we Lwowie, na przełomie 1918/1919 jako delegat TPNP działał w Sanoku na rzecz jednania członków, a następnie został członkiem czynnym zwyczajnym towarzystwa w Poznaniu. Po odzyskaniu przez Polskę niepodległości pozostawał nauczycielem w okresie II Rzeczypospolitej. Urlopowany z X Państwowego Gimnazjum im. Henryka Sienkiewicza we Lwowie od 1 marca 1926 pełnił funkcję dyrektora Prywatnego Gimnazjum Koedukacyjnego w Kolbuszowej, gdzie uczył historii i geografii. Stanowisko pełnił do 1937, gdy przeszedł na emeryturę.
Był żonaty, miał synów. Zmarł 28 maja 1948 w Krakowie. Został pochowany na tamtejszym cmentarzu Rakowickim 1 czerwca 1948 (pas 44; w tym samym miejscu spoczął inny profesor gimnazjalny Leon Kulczyński).
Osobę Andrzeja Wyki przywoływali przychylnie w wydanych w 1958 wspomnieniach z gimnazjum w Sanoku Jan Ciałowicz i Józef Stachowicz.

## Odznaczenia
austro-węgierskie
- Medal Jubileuszowy Pamiątkowy dla Cywilnych Funkcjonariuszów Państwowych (przed 1914)[30]
- Krzyż Jubileuszowy dla Cywilnych Funkcjonariuszów Państwowych (przed 1912)[31][30][9][32]